# Schistoglossa gemina
Schistoglossa gemina – gatunek chrząszcza z rodziny kusakowatych i podrodziny rydzenic. Zamieszkuje Europę i zachód Syberii.

## Taksonomia
Gatunek ten opisany został po raz pierwszy w 1837 roku przez Wilhelma Ferdinanda Erichsona pod nazwą Homalota gemina.

## Morfologia
Chrząszcz o wydłużonym ciele długości od 1,7 do 2,3 mm. Głowa jest smoliście czarna, o skroniach w widoku grzbietowym co najwyżej półtorakrotnie dłuższych niż oczy. Czułki są brązowe z żółtawoczerwonym członem nasadowym; przedostatnie ich człony są co najwyżej nieco poprzeczne. Przedplecze jest ciemnobrązowe, lekko poprzeczne, o 1/5 szersze niż dłuższe. Punktowanie jego powierzchni jest bardzo drobne i średnio gęste. Owłosienie na przedpleczu zwraca się ku tyłowi pod mniejszym lub większym ukosem. Pokrywy są ciemnobrązowe, bardzo drobno i przeciętnie gęsto punktowane, porośnięte włoskami zwróconymi prosto ku tyłowi. Mierzone w barkach są szersze od przedplecza, a mierzone wzdłuż szwu tak długie jak ono. Kolor odnóży jest żółtawoczerwony. Smoliście czarny odwłok ma punktowanie mniej gęste niż u S. viduata. Na piątym tergicie punkty mają postać rozproszonych, drobnych nakłuć.

## Ekologia i występowanie
Owad rozmieszczony od nizin po tereny górskie. Zasiedla lasy i pobrzeża wód. Bytuje pod opadłymi liśćmi i  napływkami.
Gatunek palearktyczny, znany z Irlandii, Wielkiej Brytanii, Francji, Belgii, Holandii, Niemiec, Szwajcarii, Austrii, Włoch, Danii, Szwecji, Norwegii, Finlandii, Łotwy, Litwy, Polski, Czech, Słowacji, Węgier, Ukrainy, Serbii oraz europejskiej i zachodniosyberyjskiej części Rosji.
Na „Czerwonej liście gatunków zagrożonych Republiki Czeskiej” umieszczony jest jako gatunek narażony na wymarcie (VU).